# Ralston (Nebraska)
Ralston és una població dels Estats Units a l'estat de Nebraska. Segons el cens del 2000 tenia 6.314 habitants.

## Demografia
Segons el cens del 2000, Ralston tenia 6.314 habitants, 2.538 habitatges, i 1.697 famílies. La densitat de població era de 1.442,5 habitants per km².
Dels 2.538 habitatges en un 32,5% hi vivien nens de menys de 18 anys, en un 53,8% hi vivien parelles casades, en un 9,1% dones solteres, i en un 33,1% no eren unitats familiars. En el 27% dels habitatges hi vivien persones soles el 7,5% de les quals corresponia a persones de 65 anys o més que vivien soles. El nombre mitjà de persones vivint en cada habitatge era de 2,46 i el nombre mitjà de persones que vivien en cada família era de 3.
Per edats la població es repartia de la següent manera: un 24,6% tenia menys de 18 anys, un 8,6% entre 18 i 24, un 31,3% entre 25 i 44, un 24,1% de 45 a 60 i un 11,4% 65 anys o més.
L'edat mediana era de 36 anys. Per cada 100 dones de 18 o més anys hi havia 95,1 homes.
La renda mediana per habitatge era de 47.252 $ i la renda mediana per família de 58.360 $. Els homes tenien una renda mediana de 35.898 $ mentre que les dones 27.475 $. La renda per capita de la població era de 23.230 $. Aproximadament el 0,6% de les famílies i l'1,9% de la població estaven per davall del llindar de pobresa.

## Poblacions més properes
El següent diagrama mostra les poblacions més properes.